# Colfax (California)
Colfax es una ciudad ubicada en el condado de Placer, California, Estados Unidos. Tiene una población estimada, a mediados de 2021, de 2018 habitantes.

## Geografía
La localidad está ubicada en las coordenadas 39°5′38″N 120°57′12″O / 39.09389, -120.95333 (39.093799, -120.953222). Según la Oficina del Censo, tiene un área total de 3.64 km², correspondientes en su totalidad a tierra firme.

## Demografía
Según el censo del año 2000, los ingresos medios de los hogares de la localidad eran de $37,391 y los ingresos medios de las familias eran de $43,125. Los hombres tenían ingresos medios por $37,500 frente a los $27,708 que percibían las mujeres. Los ingresos per cápita para la localidad eran de $16,440. Alrededor del 8.5% de las familias y del 12.0% de la población estaban por debajo del umbral de pobreza.
De acuerdo con la estimación 2017-2021 de la Oficina del Censo, los ingresos medios de los hogares de la localidad son de $69,844 y los ingresos medios de las familias eran de $88,125. Alrededor del 11.2% de la población estaba por debajo del umbral de pobreza.